# Macrosphyra
Macrosphyra es un género  de plantas con flores perteneciente a la familia Rubiaceae. Comprende 10 especies descritas y de estas, solo 3 aceptadas. Es originario de África tropical. 

## Taxonomía
El género fue descrito por Hook.f. in G.Bentham & J.D.Hooker y publicado en Genera Plantarum 2: 86. 1873.

## Especies aceptadas
A continuación se brinda un listado de las especies del género Macrosphyra aceptadas hasta mayo de 2015, ordenadas alfabéticamente. Para cada una se indica el nombre binomial seguido del autor, abreviado según las convenciones y usos.	
- Macrosphyra brachysiphon
- Macrosphyra brachystylis
- Macrosphyra longistyla